# Monument aan de Nieuwe Passeerdersstraat
Het Monument aan de Nieuwe Passeerdersstraat is een oorlogsmonument in Amsterdam-Centrum.

## Inleiding
Het gebouw aan de Nieuwe Passeerdersstraat werd in 1887 opgeleverd als Turngebouw ter lediging van de gedachte Een gezonde geest in een gezond lichaam. Het gebouw met vleugels aan de Marnixstraat en Leidsekade werd op 27 september 2001 een rijksmonument. Een gymzaal was het dan al tijden niet meer; sinds 1978 tot 2020 biedt het gebouw onderdak aan Jeugdtheater De Krakeling. 
Sinds 7 september 2023 is na een grootse verbouwing het hoofdkantoor van Wereldhave hier gevestigd.
Het oorspronkelijk gebruik van het gebouw is nog op diverse plaatsen in de buitengevel terug te vinden. Boven beide toegangsdeuren aan de Nieuwe Passeerdersstraat is de tekst TURNZAAL in het natuursteen te lezen. In de gevel in het middenstuk is hoog in de gevel de tekst RUST ROEST te zien. Van later datum (1952) is, ook aan de Nieuwe Passeerdersstraat, bij de linker ingang een monument in de gevel verwerkt.    

## Monument
Onder de verenigingen die gebruik maakten van de turnzalen was onder meer de Joodse turnvereniging Vlugheid en Kracht. Toen de verenigingen na de Tweede Wereldoorlog de draad weer probeerden op te pakken bleek het ledenbestand van genoemde vereniging door de Holocaust flink uitgedund; van de oorspronkelijke tweehonderd leden (waaronder ook niet-Joden) hadden dertig de oorlog overleefd, een voortzetting van de vereniging haalde het niet. Ook leden van andere gymclubs waren gesneuveld en de Amsterdamse Turnbond (ATB) wilde daarom een monument. Leden werd gevraagd een bijdrage te leveren en er werd van deur tot deur gegaan om het benodigde bedrag bij elkaar te brengen; het ging "met dubbeltjes en kwartjes". Aan Henk Dannenburg werd de opdracht verleend voor een beeld. Het bestaat uit een man in wit natuursteen die zijn armen ten hemel heft. De man staat op een sokkel/console met de tekst:
Aan onze
gevallen
makkers
1940-1945
De sokkel/het console laat aan beide zijden ATB zien. Het monument werd op 3 mei 1952 onthuld. Sindsdien werden er regelmatig 4 mei-herdenkingen gehouden, maar in 1965 was de groep overlevenden dermate klein, dat van verdere herdenkingen werd afgezien. In de jaren tien van de 21e eeuw, als een school in de Kinkerbuurt het beeld geadopteerd heeft, vinden er wel regelmatig bijeenkomsten plaats al dan niet gerelateerd aan de Tweede Wereldoorlog.   